# Моджахед
Моджахед (араб. مجاهد‎‎ muǧāhid, близьке до арабського звучання — муджагід, у множині — муджагідін) — учасник джихаду, буквально «той, що докладає зусилля», «борець». Для борців за віру військовими засобами — близький за змістом термін в середньовічних контекстах — газі (похідне від газават).

Моджахед, що загинув в ході ведення джихаду вважається шахідом, тим що засвідчив свою віру. Про загиблого моджахеда кажуть: «став шахідом». Загиблий моджахед вважається Шахідом-мучеником, який засвідчив свою віру перед Аллахом, тобто зусилля на шляху Аллаха, що здійснюються моджахедом, не візьмуться, якщо це все робилося не заради Аллаха, а заради слави, грошей, помсти або з інших корисливих мотивів, а також за указом людей іншого віросповідання, тобто є «невірними» на думку моджахедів.
Помірковані ісламські богослови зараховують до числа моджахедів не лише воїнів, але й будь-кого з мусульман, що стійко бореться зі своїми вадами й спокусами.
У наш час моджахедами є: партизани Північного Кавказу, Іраку, бійці руху «Талібан» в Афганістані та Пакистані та ін.
Сьогодні питання про те, кого правомірно називати моджахедом, є дискусійним і політизованим. Свого часу радянські інтервенти називали афганських моджахедів «душманами» (дарі دشمن — dušman — ворог), а до того туркестанських — «басмачами». Промосковський лідер Чечні Р. Кадиров називає сучасних кавказьких моджахедів «шайтанами» (араб. شيطان‎ —злий дух, диявол), хоча його покійний батько А. Кадиров сам проголошував Джихад проти Росії під час Першої чеченської війни.

## Моджахеди Афганістану

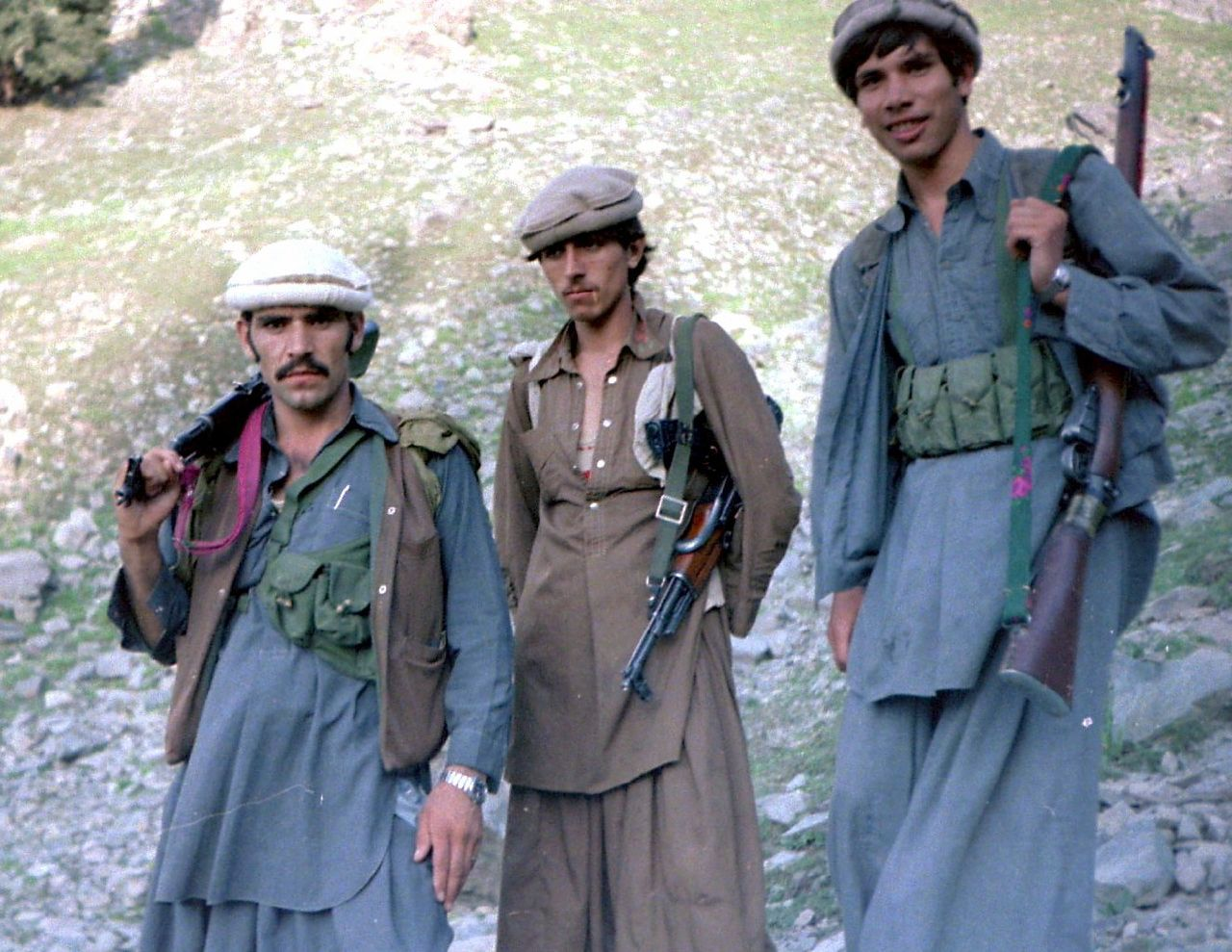
Афганські моджахеди, 1985

Афганські Моджахеди — учасники збройних формувань, що воювали з радянськими військами та маріонетковими урядовими військами Афганістану під час радянської інтервенції до цієї країни у 1979–1989 рр. Моджахеди носили зазвичай традиційний афганський одяг (довгі сорочки, чорні жилетки; головні убори — чалма або паколь).
Афганські моджахеди застосовували партизанську тактику ведення бойових дій.
Зброю (зенітні переносні комплекси «Redeye» і «Стінгер», міни, легкі системи залпового вогню, радіостанції, автоматичну зброю) моджахеди отримували з Пакистану. Частину озброєння моджахедів складали воєнні трофеї.
Союзниками афганських моджахедів були США, ОАЕ, деякі приватні особи і організації в мусульманських країнах. Пакистан був своєрідним каналом передачі американської допомоги. На території Пакистану знаходились тренувальні табори моджахедів. Основним базовим пунктом афганських моджахедів у Пакистані було місто Пешавар. Під Пешаваром знаходився табір для радянських військовополонених Бадабера. Іран підтримував шиїтські угруповання моджахедів.
На території Афганістану під контролем моджахедів перебували в основному малозаселені пустельні та гірські райони країни. Основними зонами військової активності моджахедів були околиці міст Кандагар і Джелалабад. Вздовж кордону з Пакистаном знаходилось кілька великих баз моджахедів, що були розміщені як правило в печерах (найвідоміші — Джавара і Тора-Бора).
У афганських моджахедів не було єдиного командування, їх загони складались із великої кількості з'єднань, що часто воювали не лише з радянськими військами, але й між собою. Причини цього — різний національний (пуштуни, таджики, узбеки та ін.) і релігійний склад (суніти, шиїти).
У лавах моджахедів також воювало багато вихідців з інших країн.

### Лідери

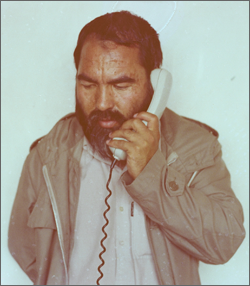
Абдул Алі Мазарі
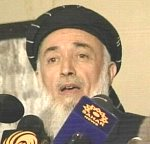
Бургануддін Раббані
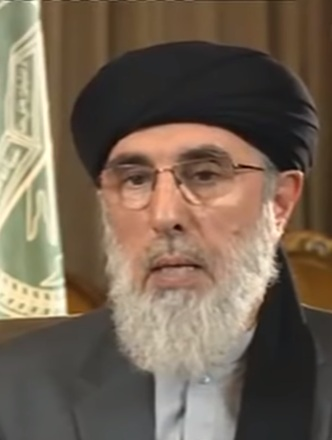
Ґульбуддін Хекматіар
Ахмад Шах Масуд
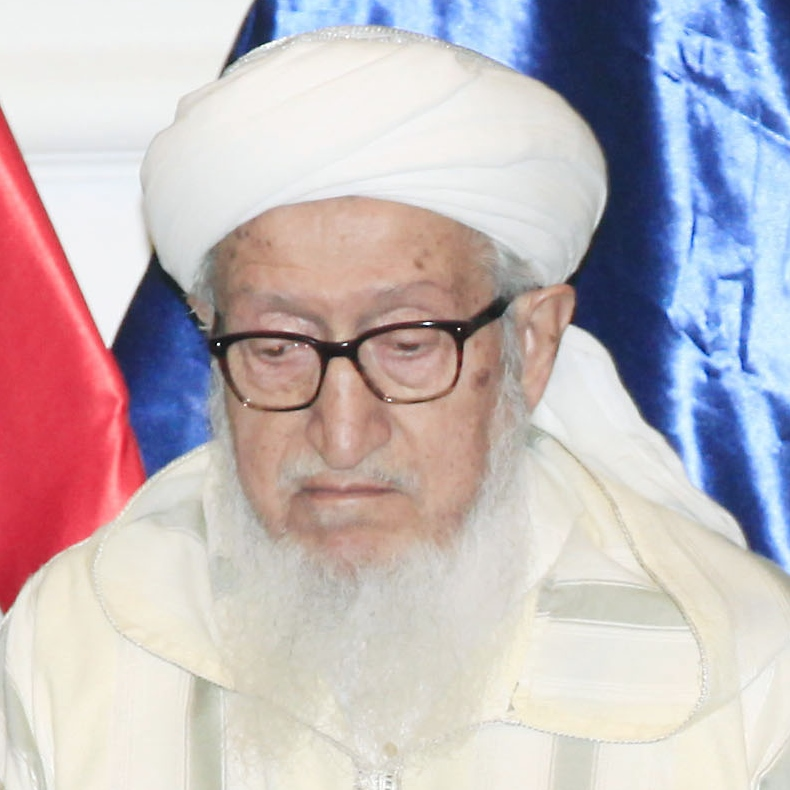
Сібгатулла Моджадеді

Після виводу радянських військ з Афганістану, президентом країни став лідер таджицької партії «Джамат-і-ісламі» Бургануддін Раббані.

### Пешаварська сімка
У 1982 р. сунітські партії Афганістану створили альянс — «Пешаварську сімку» (штаб-квартира знаходилась в Пакистані у м. Пешавар).
До альянсу увійшли:
- «Ісламська партія Афганістану» (лідер — Ґульбуддін Хекматіар)
- «Ісламська громада Афганістану» (лідер — Бургануддін Раббані, колишній професор богослов'я Кабульського університету)
- «Ісламський Союз визволення Афганістану» (лідер — Абдул Расул Саяф)
- «Ісламська партія Афганістану» (лідер — Юнус Халес)
- «Національний ісламський фронт Афганістану» (лідер — Саєд Ахмад Гейлані)
- «Національний фронт порятунку Афганістану» (лідер — Себгатулла Моджададі)
- «Рух ісламської революції Афганістану» (лідер — Мухаммед Набі Мухаммаді)

### Шиїтська вісімка
Вплив «Вісімки» поширювався лише на шиїтське населення Афганістану, що проживало переважно у прикордонних з Іраном провінціях, а також на хазарейців, які мешкали у центрі країни. Всі угруповання базувались на іранській території.
Найвідоміші з шиїтських угруповань:
- «Корпус стражів»
- «Партія перемоги»
- «Ісламський рух»

Інші члени «Вісімки» не мали особливого впливу ні в об'єднанні, ані серед афганського населення.

## Моджахеди Кавказу

Моджахеди Північного Кавказу, 2009

Моджахедами вважали себе чеченські бійці і добровольці з інших республік Північного Кавказу, що протистояли російським військам у Першій і Другій чеченських війнах.
Сьогодні кавказькими моджахедами називають себе партизанські загони, що (до 2013) підпорядковувалися Доку Умарову, які борються за створення на Північному Кавказі ісламської держави «Кавказький емірат». Останнім часом все частіше вдаються до диверсій і терористичних актів як на території республік Північного Кавказу, так і на території власне Російської Федерації.
Найактивніше діють на території Чечні, Інгушетії, Дагестану, Карачаєво-Черкесії і Кабардино-Балкарії.

### Лідери
- Шаміль Басаєв — пом.2006
- Руслан Гелаєв — пом.2004
- Арбі Бараєв — пом.2001
- Мовсар Бараєв — пом.2002
- Доку Умаров — пом.2014
- Шейх Багаутдін Мухаммад
- Раббані Халілов — пом.2007
- Абдул-Халім Садулаєв — пом.2006